# آرنسهاوزن
آرنسهاوزن (به آلمانی: Arenshausen) یک شهر در آلمان است که در ایشسفلد واقع شده‌است. آرنسهاوزن ۱٬۰۲۰ نفر جمعیت دارد.